# Hebaristo, el sauce que murió de amor
Hebaristo, el sauce que murió de amor es un cuento del escritor peruano Abraham Valdelomar, que forma parte del grupo de los llamados “cuentos criollos” o “neocriollos”, aunque otros estudiosos consideran que tiene otras características que lo ubicarían más bien dentro del rubro de los cuentos fantásticos del escritor (junto con El hipocampo de oro y Finis desolatrix veritae).

## Publicación
Fue publicado por primera vez en Lima, el 18 de agosto de 1917, en la revista Mundo limeño. Enseguida fue incluido en el libro de cuentos del autor, titulado El caballero Carmelo, figurando en tercer lugar, luego del cuento que da nombre al libro y El vuelo de los cóndores, todos ellos obras maestras de la cuentística de Valdelomar (1918).
En una entrevista que le hizo Antenor Orrego en Trujillo, Valdelomar confesó que Hebaristo… era el cuento que más le placía, junto con Finis desolatrix veritae.

## Escenario
Valdelomar ambienta la historia en la aldea de P., un pueblo de una provincia costeña del Perú en medio de un desierto, cuyo héroe local es un tal Coronel Marmanillo, quien había luchado durante la guerra de la independencia, en la batalla de La Macacona, en el año de 1822 (pero el autor se apresura en aclarar que en realidad el tal coronel no fue un héroe sino todo lo contrario, ya que había huido al primer ataque de los españoles o realistas). Podría tratarse de alguna aldea costera del departamento de Ica, pero el ambiente que enmarca el cuento es fantástico y por eso lo más prudente es considerar que se trata de un pueblo ficticio.

## Personajes

### Principales
- Hebaristo, un viejo sauce solitario e infecundo, plantado de casualidad en las afueras del pueblo, en una parcela surcada por un arroyo, donde se marchitaba lentamente.
- Evaristo Mazuelos, el joven boticario o farmacéutico del pueblo, un alma solitaria, huérfano de origen. Su lugar de trabajo era la botica llamada “El Amigo del Pueblo”, en la esquina de la Plaza de Armas. Creyó ver en Blanca Luz, una chica escuálida, la encarnación de su ideal amoroso.

### Secundarios
- Blanca Luz, la hija del Juez del pueblo, quien es descrita de manera caricaturizada: “una chiquilla de alegre catadura, esmirriada y raquítica, de ojos vivaces y labios anémicos, nariz respingada y cabello de achiote, vestida a pintitas blancas sobre una muselina azul de prusia”.
- El Dr. Carrizales, Juez de Primera Instancia, padre de Blanca Luz.
- De la Haza, Secretario de la subprefectura y redactor de "La Voz Regionalista", el decano de la prensa local.
- El Sr. N. Unzueta, alcalde del pueblo y a la vez propietario de la farmacia "El Amigo del Pueblo".
- El carpintero, dueño de la “Carpintería y confección de ataúdes de Rueda e hijos”.

## Estructura
El cuento está dividido en seis secciones o capítulos cortos, numerados con dígitos romanos.
I.- Empieza describiéndonos el escenario del cuento, la aldea de P. y su héroe local, el coronel Marmanillo. Luego nos presenta a los dos personajes cuyas vidas están extrañadamente entrelazadas, el boticario Evaristo y el sauce Hebaristo, almas gemelas y solitarias.
II.- Se relata la pasión amorosa del boticario Evaristo por una esmirriada chiquilla, Blanca Luz, hija del juez o magistrado de la aldea. Pero ella y su padre, luego de estar poco más de un mes en la aldea, se marcharon lejos. Evaristo había idealizado a Blanca a tal punto que persistió en esperarla.
III.- Al igual como Evaristo, el sauce Hebaristo (plantado en las afueras de la aldea) sentía la necesidad de afecto, en este caso del polen fecundizador, pero este jamás llegaba.
IV.- Evaristo envejeció esperando el retorno de Blanca Luz, e igualmente se marchitó el sauce Hebaristo. Al atardecer iba Evaristo a sentarse cerca del sauce. Hasta que un día  Evaristo no apareció y el sauce presintió lo ocurrido. Esa misma tarde vino el carpintero, quien cortó el árbol y se lo llevó.
V.- El tronco del sauce sirvió para hacer el ataúd de Evaristo y en su entierro el alcalde del pueblo pronunció un discurso muy sentido, donde aludió al “ataúd de duro roble” donde yacía el cadáver de un “honrado ciudadano”.
VI.- El carpintero, enterado del discurso, cobró como si el ataúd fuese en realidad de madera de roble. El alcalde le reclamó, pero el carpintero le dijo que no se retractaría a no ser que rectificase su discurso. Al final el alcalde aceptó pagar el precio pues no quiso modificar su discurso.

## Análisis

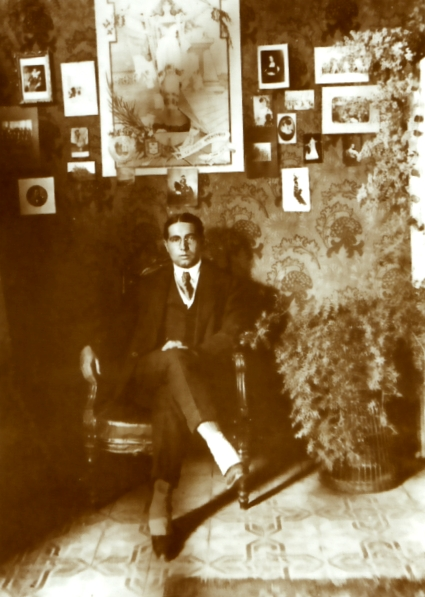
Abraham Valdelomar en su casa de Barranco, 1916.

Algunos críticos consideran a Hebaristo como el más acabado cuento valdelomariano en un sentido integral. El mismo Valdelomar lo consideraba como una de sus mejores creaciones, aun por encima de El caballero Carmelo. Lo interesante del relato es cómo un cúmulo de factores (manipulados quizás con la ironía de la suerte) puede generar vidas paralelas singulares. La bipolaridad del relato (Hebaristo-Evaristo, frustradas almas gemelas que increíblemente terminan unidas aun en la muerte) hace muy peculiar al cuento.
Valdelomar se revela a la vez como un maestro del humor, al que no confunde con el chiste u otra forma cualquiera de comicidad. Para él, el humor estaba por encima de la frívola preocupación de hacer reír, sino que era una manera elevada de hacer notar el contraste de las cosas y fenómenos universales.
De pasada el autor arremete contra los convencionalismos políticos y sociales, esos mismos que somos tan dados a aceptar y alimentar en nuestra vida cotidiana: un héroe considerado tal sin serlo realmente (los Marmanillos abundan en la historia mundial) y los discursos laudatorios falsos o fingidos, construidos a base de frases hechas y lugares comunes.